# Цапенко, Михаил Петрович
Михаил Петрович Цапенко (12 января 1919 — 2008) — советский и российский учёный, доктор технических наук, профессор (1988), специалист по измерительным приборам. Заслуженный деятель науки и техники РСФСР.

## Биография
Родился 12 января 1919 года. В 1941 году окончил Томский индустриальный институт, получив специальность инженера-электрика. С 1941 по 1946 год служил в Красной армии.
В 1946—1950 годах занимал инженерные должности в Сибирском научно-исследовательском институте авиации (СибНИА), в 1950—1959 годах — начальник лаборатории этой организации.
С 1959 по 1968 год — заместитель директора Института автоматики и электрометрии СО АН СССР (ИАиЭ).
В 1968—1988 годах заведовал кафедрой в Новосибирском электротехническом институте (НЭТИ).
Умер в 2008 году. В поздний период жизни работал научным консультантом в Конструкторско-технологическом институте научного приборостроения СО РАН (КТИ НП СО РАН).

## Научная деятельность
В СибНИА организовал направление, связанное с изучением схем и созданием измерительных приборов для прочностных авиационных испытаний.

## Награды
Ордена Трудового Красного Знамени и «Знак Почёта», медали.